# Vincent Barwa
Vincent Barwa (* 18. Oktober 1953 in Rengarih) ist Bischof von Simdega.

## Leben
Vincent Barwa empfing am 2. Mai 1984 die Priesterweihe. Johannes Paul II. ernannte ihn am 27. Juni 1998 zum Bischof von Purnea. 
Der Erzbischof von Ranchi, Telesphore Placidus Toppo, spendete ihm am 8. November desselben Jahres die Bischofsweihe; Mitkonsekratoren waren Julius Marandi, Bischof von Dumka, und Michael Minj SJ, Bischof von Gumla.
Am 29. September 2004 wurde er zum Titularbischof von Acufida und Weihbischof in Ranchi ernannt. Papst Benedikt XVI. ernannte ihn am 11. Februar 2008 zum Bischof von Simdega.